# Soter nigripes
Soter nigripes är en stekelart som först beskrevs av Szepligeti 1914.  Soter nigripes ingår i släktet Soter och familjen bracksteklar. Inga underarter finns listade i Catalogue of Life.